# Ulvsunda industriområde
Ulvsunda industriområde – dzielnica (stadsdel) Sztokholmu, położona w jego zachodniej części (Västerort) i wchodząca w skład stadsdelsområde Bromma. Graniczy z dzielnicami Mariehäll, Riksby, Ulvsunda i Traneberg oraz z gminami Sundbyberg i Solna.
Według danych opublikowanych przez gminę Sztokholm, 31 grudnia 2020 r. dzielnica Ulvsunda industriområde liczyła 2801 mieszkańców. Powierzchnia wynosi łącznie 1,61 km², z czego 0,26 km² stanowią wody.